# Jakob Ulfsson
Jakob Ulfsson (1430'erne - 1521) var en svensk kirkemand, stundom kaldet Örnfot efter det våbenbillede, han førte.
Jakob Ulfsson var ærkediakon i Växjö, da han 1470 af Paul II viedes til ærkebiskop i Uppsala. Han beklædte dette embede indtil 1514. Jakob Ulfsson var i lighed med både sine forgængere og sin efterfølger på ærkebispestolen unionsvenlig, men i modsætning til disse optrådte han i almindelighed ikke fjendtligt mod det svensk-nationale parti. 
Dog kom det 1497 til åbent brud mellem Jakob Ulfsson og Sten Sture. Jakob Ulfsson og det øvrige råd afsatte Sture fra rigsforstanderposten; denne belejrede Jakob Ulfsson på hans borg Stäket, men en dansk hær bragte ærkebiskoppen hjælp. I det hele taget lettedes ved disse begivenheder i høj grad kong Hans’ bestigen af den svenske trone. Senere forsonedes Jakob Ulfsson og Sten Sture atter. 
Jakob Ulfsson har i kulturel henseende betydning, idet det var under hans protektion, at bogtrykkerkunsten indførtes i Sverige, og endvidere turde oprettelsen af Uppsala Universitet 1477 i en væsentlig grad kunne tilskrives ham. Jakob Ulfsson nedlagde 1514 sin værdighed som ærkebiskop og døde i en meget høj alder i Mariefreds Kloster.